# Allau de l'Everest de 2014
L'allau de l'Everest de 2014 fa referència a una allau esdevinguda el 18 d'abril de 2014 a la cascada de gel de la glacera del Khumbu, a l'Everest, en el qual van morir almenys setze guies nepalesos. A 20 d'abril, tretze cossos havien estat recuperats i la cerca dels altres tres va ser cancel·lada a causa de la dificultat d'accés i el perill.

## Desenvolupament del succés
Aproximadament a les 06:45 hora local (01:00 GMT), es va produir una allau al costat sud de l'Everest, a una altura d'aproximadament de 5.800 msnm. L'àrea, coneguda localment com «la Porta d'Or» o «camp de les crispetes de blat de moro», es troba dins de la cascada de gel del Khumbu. La presència de nombrosos seracs inestables al camp de gel fa que els escaladors tractin de passar a través d'ells el més ràpidament possible, en general a l'alba, abans que les temperatures pugin. Aproximadament 30 homes, la majoria d'ells guies sherpa, van ser enterrats per l'allau. El grup havia estat arreglant les cordes fixes. Els guies havien de trobar i mantenir un nou camí a través de la zona, ja que les condicions canvien amb regularitat.
Un guia normalment guanya al voltant de 125 dòlars per ascens. La majoria prové de famílies d'escaladors, i tenen poques oportunitats econòmiques. Entre 350 i 450 guies, la majoria d'ells xerpes, són emprats cada any durant la temporada d'ascens. No obstant això, en els últims anys, els estrangers han començat a portar els seus propis guies, provocant tensions amb la gent del lloc. Vuit persones van morir al Everest el 2013, incloent un dels més experimentats guies sherpa.

## Víctimes
| Morts                  |
| ---------------------- |
| Mingma Nuru Sherpa     |
| Dorji Sherpa           |
| Ang Tshiri Sherpa      |
| Nima Sherpa            |
| Phurba Ongyal Sherpa   |
| Lakpa Tenjing Sherpa   |
| Chhiring Ongchu Sherpa |
| Dorjee Khatri          |
| Then Dorjee Sherpa     |
| Phur Temba Sherpa      |
| Pasang Karma Sherpa    |
| Asman Tamang           |
| Tenzing Chottar Sherpa |
| Ankaji Sherpa          |
| Pem Tenji Sherpa       |
| Ash Bahadur Gurung     |

Setze persones van morir a l'allau. Tretze cossos van ser recuperats fins al dia 20, quan la cerca va ser suspesa per «massa risc». Els altres tres cossos van ser sepultats per una columna de neu i gel de 80-100 metres de gruix. Quatre dels morts eren xerpes del districte nepalès de Solukhumbu. Cinc dels morts treballaven per Discovery Channel, que preparava un programa especial en el qual Joby Ogwyn —alpinista americà i saltador base— anava a realitzar un salt base des de la muntanya. No hi va haver cap turista entre les víctimes. D'acord amb el muntanyenc Tim Rippel, les víctimes es movien lentament i portaven grans càrregues dels equips, «tendes de campanya, estufes, oxigen […]» al moment de la catàstrofe. Quatre guies van resultar ferits i van requerir hospitalització.
Mentre que més de 200 persones han mort, escalant l'Everest, l'incident va ser el més mortífer en la història de la muntanya, que substitueix a la catàstrofe de 1996 en el qual vuit escaladors estrangers van morir.

## Conseqüències
Rippel va informar que «tothom estava commogut al camp base». Alguns escaladors van empacar les seves coses i van marxar. El Govern del Nepal va anunciar una compensació de 40.000 rupies nepaleses (l'equivalent a uns 400 dòlars) com a indemnització immediata als familiars de les víctimes.